# Arrondissement Lisieux
Lisieux is een arrondissement van het Franse departement Calvados in de regio Normandië. De onderprefectuur is Lisieux.

## Kantons

### Voormalige samenstelling
Tot 22 maart 2015 was het arrondissement is samengesteld uit de volgende kantons:
- Kanton Blangy-le-Château
- Kanton Cambremer
- Kanton Dozulé
- Kanton Honfleur
- Kanton Lisieux-1
- Kanton Lisieux-2
- Kanton Lisieux-3
- Kanton Livarot
- Kanton Mézidon-Canon
- Kanton Orbec
- Kanton Pont-l'Évêque
- Kanton Saint-Pierre-sur-Dives
- Kanton Trouville-sur-Mer

### Huidige samenstelling
Na de herindeling van de kantons in maart 2015 is de samenstelling als volgt:
- Kanton Cabourg (deels)  ( 23/34 )
- Kanton Honfleur-Deauville
- Kanton Lisieux
- Kanton Livarot-Pays-d'Auge (deels)  ( 11/12 )
- Kanton Mézidon Vallée d'Auge (deels)  ( 38/39 )
- Kanton Pont-l'Évêque
- Kanton Troarn (deels)   ( 3/24 )